# تين أسود النقط
تين أسود النقط (الاسم العلمي:Ficus nigropunctata) هو نوع من النباتات يتبع جنس التين من الفصيلة التوتية.